# 무장원 소걸아
무장원 소걸아(武狀元 蘇乞兒, King Of Beggars)는 홍콩에서 제작된 진가상 감독의 1992년 코미디, 액션 영화이다. 주성치 등이 주연으로 출연하였고 소약원 등이 제작에 참여하였다.

## 출연

### 주연
- 주성치
- 장민

### 조연
- 오맹달
- 서소강
- 린웨이
- 왕종
- 진혜의

## 제작진
- 프로듀서: 왕아림
- 프로듀서: 강옥의
- 미술: 마광영
- 의상: 구정평
- 무술연출: 원상인